# Wapen van Vrijenban

Wapen van Vrijenban

Het wapen van Vrijenban werd op 10 juli 1885 bij Koninklijk Besluit aan de Nederlandse gemeente Vrijenban toegekend. Deze gemeente was op 1 september 1855 uitgebreid met de gemeenten Abtsregt en Ackersdijk en Vrouwenregt. In 1921 fuseerde de gemeente Vrijenban met Delft en een klein deel ging naar Pijnacker, waardoor het wapen van Vrijenban kwam te vervallen. In het wapen van Delft zijn geen elementen uit het wapen van Vrijenban opgenomen.

## Blazoenering
De blazoenering van het wapen luidde als volgt:
Gevierendeeld; het eerste kwartier (heerlijkheid Vrijenban) van zilver, beladen met een paal van lazuur, en een golvende dwarsbalk, mede van lazuur, loopende over 't geheel, het tweede kwartier (heerlijkheid Ackersdijk) van goud, beladen met een fasce van sabel, waarop eene liggende wassende maan van zilver, vergezeld van 3 leeuwenkoppen van keel, staande twee boven en een onder, het derde kwartier (heerlijkheid Vrouwenregt) van goud, beladen met een burcht van keel, het vierde kwartier (heerlijkheid Abtsrecht) van zilver, beladen met 2 kruislings geplaatste bisschopsstaven van sabel, waarover een bisschopsmijter van keel, geboord en gesierd met vijf ruiten van goud.
Niet vermeld in de beschrijving, maar wel aanwezig op de tekening is het randschrift: "GEMEENTEBESTUUR van VRYENBAN"

## Herkomst
Het wapen is een samenstelling van de wapens van de voormalige ambachtsheerlijkheden Vrijenban, Ackersdijk, Vrouwenrecht en het wapen van de gemeente Abtsregt. Abtsregt was de enige van de drie samenstellende gemeenten die een eigen wapen voerde.
Opvallend is dat de versiering op de mijter uit het wapen van Abtsregt nu is omschreven, waarschijnlijk volgens de tekening in het wapenregister, terwijl deze niet is omschreven bij het oorspronkelijke wapen. Verder wijken de staven af van de oorspronkelijke tekening: ze zijn zwart in plaats van goud, en de openingen wijzen de andere kant uit.

## Wapens met overeenkomsten
De volgende wapens hebben overeenkomsten met het wapen van Vrijenban:

Het heerlijkheidswapen van Vrijenban
Het heerlijkheidswapen van Ackersdijk
Het wapen van Abtsregt
Het wapen van Abtsregt volgens het register van de Hoge Raad van Adel.

Ter Aar
· Aarlanderveen
· Abbenbroek
· Abtsregt
· Alkemade
· Alphen
· Ameide
· Ammerstol
· Arkel
· Asperen
· Benthuizen
· Bergambacht
· Bergschenhoek
· Berkel en Rodenrijs
· Berkenwoude
· Bernisse
· Biert
· Binnenmaas
· Bleiswijk
· Bleskensgraaf
· Bleskensgraaf en Hofwegen
· Bodegraven
· Boskoop
· Brandwijk
· Brielle
· Broek, Thuil en 't Weegje
· Charlois
· Cillaarshoek
· Cromstrijen
· De Lier
· De Mijl
· Delfshaven
· Den Bommel
· Dirksland
· Driebruggen
· Dubbeldam
· Everdingen
· Geervliet
· Giessen-Nieuwkerk
· Giessenburg
· Giessendam
· Giessenlanden
· Goedereede
· Gouderak
· Goudriaan
· Goudswaard
· Graafstroom
· 's-Gravendeel
· 's-Gravenzande
· Groot-Ammers
· Groote Lindt
· Haastrecht
· Hagestein
· Hardinxveld
· Hazerswoude
· Heenvliet
· Heer Oudelands Ambacht
· Heerjansdam
· Hei- en Boeicop
· Heinenoord
· Hekelingen
· Hekendorp
· Herkingen
· Hillegersberg
· Hellevoetsluis
· Hodenpijl
· Hoek van Holland
· Hof van Delft
· Hoogblokland
· Hoornaar
· IJsselmonde
· Jacobswoude
· Kamerik
· Katendrecht
· Kedichem
· Kethel en Spaland
· Kijfhoek
· Klaaswaal
· Kleine Lindt
· Korendijk
· Koudekerk aan den Rijn
· Kralingen
· Krimpen aan de Lek
· Lange Ruige Weide
· Langerak
· Leerbroek
· Leerdam
· Leidschendam
· Leimuiden
· Lekkerkerk
· Lexmond
· Liemeer
· Loosduinen
· Liesveld
· Maasdam
· Maasland
· Meerkerk
· Melissant
· Middelharnis
· Mijnsheerenland
· Moerkapelle
· Molenaarsgraaf
· Molenwaard
· Monster
· Moordrecht
· Naaldwijk
· Nederlek
· Niemandsvriend
· Nieuw-Beijerland
· Nieuw-Helvoet
· Nieuw-Lekkerland
· Nieuwe-Tonge
· Nieuwenhoorn
· Nieuwerkerk aan den IJssel
· Nieuwland
· Nieuwpoort
· Nieuwveen
· Noordeloos
· Noordwijkerhout
· Nootdorp
· Numansdorp
· Onwaard
· Ooltgensplaat
· Oostflakkee
· Oostvoorne
· Ottoland
· Oud-Alblas
· Oud-Beijerland
· Ouddorp
· Oude-Tonge
· Oudenhoorn
· Ouderkerk
· Ouderkerk aan den IJssel
· Oudewater
· Oudshoorn
· Overschie
· Papekop
· Pernis
· Peursum
· Piershil
· Pijnacker
· Poortugaal
· Puttershoek
· Reeuwijk
· Rhoon
· Rijnsaterwoude
· Rijnsburg
· Rijnwoude
· Rijsoord
· Rockanje
· Roxenisse
· Rozenburg
· Sandelingen-Ambacht
· Sassenheim
· Schelluinen
· Schiebroek
· Schipluiden
· Schoonhoven
· Schoonrewoerd
· Schuddebeurs en Simonshaven
· Sint Anthoniepolder
· Sint Maartensregt
· Sluipwijk
· Sommelsdijk
· Spijkenisse
· Stad aan 't Haringvliet
· Stellendam
· Stolwijk
· Stompwijk
· Stormpolder
· Streefkerk
· Strevelshoek
· Strijen
· Ter Aar
· Tienhoven
· Valkenburg
· Veur
· Vianen
· Vierpolders
· Vlaardingerambacht
· Vliet
· Vlist
· Voorburg
· Voorhout
· Vrijenban
· Waarder
· Warmond
· Wateringen
· Westmaas
· Westvoorne
· Wieldrecht
· Wijngaarden
· Woerden
· Woubrugge
· 't Woudt
· Zederik
· Zegwaart
· Zevenhoven
· Zevenhuizen
· Zevenhuizen-Moerkapelle
· Zouteveen
· Zuid-Beijerland
· Zuidbroek
· Zuidland
· Zwammerdam
· Zwartewaal

Heerlijkheidswapens:
ter Aa
· Albrandswaard
· Biesland
· Cromstrijen
· Duivenvoorde
· 's-Gravenambacht
· Hoog- en Wout-Harnas
· Langerak bezuiden de Lek
· Lek en Stormpolder
· Nederslingeland
· West-Nieuwland
· Oosterwijk
· Spieringshoek
· Vliet
· Voshol
· Vrijenban
· Vrijenhoeve
· Wieldrecht